# J·威廉·傅爾布萊特
詹姆斯·威廉·傅爾布萊特（英語：James William Fulbright，1905年4月9日—1995年2月9日）是一名美國阿肯色州參議員，任期從1945年1月到1974年12月他辭職為止。
富布賴特是南方民主黨人。他是堅定的多邊主義者，支持建立聯合國，也是美國參議院外交關係委員會史上任職時間最長的主席。他支持種族隔離，簽署了南方宣言。他反對麥卡錫主義和眾議院非美活動委員會，後來以反對美國捲入越戰而聞名。他努力建立國際交流計劃，最終導致建立一個以他的名字命名的獎學金計劃——富布賴特計劃。
美國總統比爾·克林頓稱他為導師。

## 早年生活
富布賴特出生於密蘇里州薩姆納 (密蘇里州)，父親是傑·富布賴特（Jay Fulbright），母親是羅伯塔·沃（Roberta Waugh）。他於1925年從阿肯色大學獲得了政治學學士學位，成為西格瑪志聯誼會的成員。他被選為學生會會長，從1921年到1924年是阿肯色大學足球隊的明星球員。
他後來拿羅德獎學金就讀於牛津大學彭布羅克學院，於1928年畢業。他於1934年從喬治華盛頓大學法學院獲得了法律學位。他在華盛頓特區通過律師資格考試，並成為美國司法部反壟斷部門的一名律師。
他於1936年至1939年任職阿肯色大學法律系講師，並於1939年至1941年擔任該校校長，使他成為美國最年輕的大學校長。為了表揚他，阿肯色大學文理學院以他的名字命名。他也是牛津大學羅瑟米爾美國研究所成立委員會的成員。

## 國會生涯

### 眾議院
富布賴特在1942年當選為美國眾議院議員，當了一任眾議院議員。在任期間，他成為眾議院外交事務委員會的成員。眾議院於1943年9月通過了富布賴特決議，支持國際維和行動，並鼓勵美國參加聯合國，這使他成為美國知名人物。
以賽亞·伯林爵士於1943年為英國外交部撰寫的一份機密報告，認爲富布賴特是“眾議院的傑出新人”，並且如此描述他：

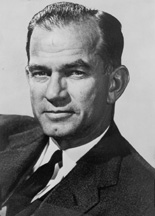
J·威廉·富布賴特參議員早年影像

|  | 一位年輕（38歲）富有的前羅德學者，迄今主要經驗為養殖和業務。他在美國司法部反壟斷部門律師與阿肯色大學校長的業務上，已經展示出多種競爭力和能力。他是眾議院外交事務委員會一位敏銳而明智的成員，最近比較英美兩國對外援助的不同：英國對盟友提供贈款，而美國在第二次世界大戰期間以固定的財政條件提供貸款，指出美國在這方面偏離了國際慣例。富布賴特希望美國從租借法案獲得的利益只是非金錢的，即從接受國家獲得政治承諾，以建立戰後的集體安全制度。一位國際主義者。 |

### 參議院
海蒂·卡勒韋是美國參議院的第一位女性。富布賴特於1944年擊敗時任的卡勒韋當選為參議員。他擔任了五任任期六年的參議員。在他參議院的第一次換屆選舉時，他擊敗了來自貝茨維爾 (阿肯色州)的共和黨代表維克托·韋德，得票數是85.1%對14.9％。比他更保守的民主黨人本傑明·特拉維斯·萊尼在同一場選舉中贏得了阿肯色州州長，得票率類似：86％對共和黨斯圖加特的前市長哈雷·C·史當普的14％。
他推動立法於1946年設立富布賴特計劃，由美國國務院教育和文化事務局、其他國家政府和民間贊助，提供富布賴特獎助學金。該計劃通過人員、知識和技能的交流，促進美國和其他國家人民之間的相互了解。該計劃被認為是最負盛名的獎項計劃之一，有155個國家參與。
他於1949年成為參議院外交關係委員會的成員，並從1959年至1974年擔任主席，成為該委員會歷史上任職時間最長的主席。
約瑟夫·麥卡錫於1954年擔任參議院常設調查小組委員會主席時，他是唯一投票反對撥款的參議員。
他簽署南方宣言，反對美國最高法院1954年布朗訴托皮卡教育局案的歷史性判決。他隨後與南方民主黨人一起對1957年的民權法案和1964年民權法案以冗長辯論進行阻撓，並且投票反對1965年投票權法案。然而在尼克松政府期間，他投票支持民權法案，並領頭反對任命尼克松提名的保守派法官克萊門特·海恩斯沃斯和哈羅德·卡斯韋爾為最高法院大法官。
在約翰·甘迺迪總統心中，他是國務卿的第一人選，但有人認為他太具爭議性，因此選中迪安·魯斯克。甘迺迪總統在發動豬灣事件前徵詢他的意見，他極力反對，指該行動與美國所受到的威脅極度不成比例，會損害美國在世界上的道德地位，使美國無法抗議共產黨違反條約。
1961年7月30日，柏林圍牆豎立的兩個星期前，富布賴特在接受美國電視採訪時說：“我不明白為什麼東德不乾脆關閉邊界，我覺得他們有此權利。」東德共產黨的報紙《新德國》在頭版報導了他的聲明。他的聲明在西德引起非常負面的反應。波昂美國大使館的電報說，“很少有一個著名美國官員的聲明引起了這麼大的恐慌，懊惱和憤怒。”媒體引述西德總理威利·布蘭特的新聞秘書埃貢·巴爾的話說：“我們私下稱他為（全毀）。”甘迺迪總統的國家安全顧問麥克喬治·邦迪將此事的新聞報導提交給總統時評論：“富布賴特參議員的言論發揮了正面影響。”甘迺迪此後拒絕疏遠富布賴特，表明他要求富布賴特用此種方式向蘇聯領導人赫魯曉夫表示美國可以接受用建立圍牆的方式化解柏林危機。
1964年8月7日，富布賴特支持的東京灣決議案在眾議院一致通過，在參議院以88票贊同、2票反對通過，導致後來越戰急劇升級。然而不久後，他從閱讀和記者的採訪了解，美國正在支持一個不受歡迎的傀儡政權，對抗本土真正的民族主義革命運動。他後來寫道：:68
|  | 許多毫不質疑東京灣決議案的參議員，如果預見到它以後被解釋為國會完全支持在亞洲進行大規模的戰爭，很可能不會投贊成票。 |

他作為外交關係委員會主席，多次舉行越戰聽證會。許多1966年的聽證會，被電視向全國全程轉播。1966年，他出版《權力的傲慢》，批評了美國參與越戰的理由，美國國會未能限制越戰，以及引起越戰的衝動。他的嚴厲批判削弱了美國精英的共識——由於冷戰地緣政治，美國必需在中南半島進行軍事干預。
1974年，他在民主黨初選中輸給當時的州長戴爾·邦珀斯，離開參議院。

## 晚年
富布賴特離開參議院後，於1975年至1993年在霍金豪森律師事務所華盛頓辦公室從事國際法工作。
1993年5月5日，時任美國總統比爾·柯林頓向其頒發總統自由勳章，作為富布賴特協會四十八周年獻禮。
富布賴特於1995年在華盛頓特區歲因中風過世，享年89歲。

## 著書
- e-dition. Harvard University Press. 2014年3月2日 [1963]. ISBN 978-0-674-33289-8.
- . Vintage Books. 1964.
- . New York: Random House. 1966. ISBN 0-8129-9262-8.
- . New York: Vintage Books. 1971. ISBN 9780871405227.
- . Random House. 1972. ISBN 9780394482422.

- . 由伍协力翻译. 上海人民出版社. 1976 （中文）.

- with Tillman, Seth P.  1st. Pantheon. 1989年2月4日. ISBN 978-0394572246.

- . 由简新芽; 龚乃绪; 李松林翻译. 世界知识出版社. 1991. ISBN 9787501203505 （中文）.

- []. 由翻译. 東京: 日本經濟新聞社. 1991年9月. ISBN 9784532160289 （英语及日语）.

## 語錄
- 一位公民批評自己國家，就是對它含蓄的表示敬意。[25]
- 立法者對守護自由是不可或缺的。偉大的行政者確實對文明發展發揮強大的作用，但這樣的領袖只會偶然零星出現，而在最需要他們的時候並不一定出現。偉大行政者的靈感推動人類社會的進步，而立法者給緩慢而痛苦的進展帶來穩定性和連續性。[26]

- （甘迺迪）總統在領導美國人民形成共識和一致行動的任務上，受到憲政體制對他權力的限制。該體制是專為18世紀遠離世界權力中心的農業社會而設計的[27]。在當選官員中，唯有他能夠超越狹隘和私人利益的壓力。公眾意見對於美國外交關係的需要、危險及機會經常太無知，因此過與不及，唯有他以老師和道德領袖的角色才有希望克服此問題。我們的當務之急是打破受到珍惜的傳統信念的思想框框，並以開放的心態來面對美國的系統可能必需做出根本改變以滿足20世紀的需求的可能性。[28]
- 人們常把權力與美德混淆，也往往認定權力無所不能。一個偉大的國家一旦充滿使命感，就會輕率地假定它有責任也有能力承擔上帝的工作。[22]:4
- 為了捍衛自由而發動先發製人的戰爭一定會破壞自由，因為你根本無法採取野蠻的行動而不成為野蠻人，也因為你不能以算計和先發製人的暴力來捍衛人類價值。[22]:154
- 蘇聯確實是美國最大的威脅——不是因為它做了什麼，而是因為它給美國本身的失敗提供了藉口。[29]

## 外部連結
- [J·威廉·富布賴特語錄]. 美國國務院.   [2015-02-24]. （原始内容存档于2022-03-29） （英语）.
- [富布賴特演講]. 阿肯色大學. （原始内容存档于2015年3月2日） （英语）.